# Ghergana Koceanova
Ghergana Koceanova (în bulgară: Гергана Кочанова; n. 24 ianuarie 1985 – d. 25 mai 2023) a fost un model bulgar care a obținut locul II la concursul Miss Bulgaria 2007. Ea a reprezentat Bulgaria în Miss Universe 2007 (Mexico City, Mexic).
Ghergana era fiica înotătorului bulgar Petăr Koceanov. S-a măritat cu Krasimir Kamenov zis Karo, considerat conducătorul unui grup de crimă orginazată. Acesta era acuzat de uciderea unui polițist și era dat în urmărire de către Interpol cu ordin roșu de arestare.
În noaptea de 25 mai 2023, un grup de bărbați mascați, îmbrăcați în uniforme militare au pătruns în locuința lui Karo din Cape Town, Africa de Sud împușcându-l pe Karo, pe soția acestuia, Ghergana Koceanova, un paznic și îngrijitoarea copiilor. Toți au fost întâi imobilizați,  apoi împușcați  în cap. În mod surprinzător, alți trei copii ai Gherganei au supraviețuit masacrului.